# Attentat de l'école de Peshawar de 2020
L'attentat de l'école de Peshawar de 2020 est une attaque terroriste à la bombe survenue le 27 octobre 2020 à 8H30 heure normale du Pakistan (3H30 en temps universel), alors que le cheikh afghan Rahimullah Haqqani (en), connu pour son opposition à Daech, tenait un cours dans sa madrassa : la Jamia Zubairia. L'explosion a tué au moins 8 personnes et en a blessé 110 autres (dont le cheikh). Les victimes sont essentiellement des hommes vingtenaires, étudiants en sciences religieuses (toulab al-'ilm).